# Hechtsheim
Hechtsheim, Mainz-Hechtsheim – okręg administracyjny Moguncji, w Niemczech, w kraju związkowym Nadrenia-Palatynat. W czerwcu 2024 roku okręg zamieszkiwało 15 655 osób.